# قاي ن. كولينز
قاي ن. كولينز (بالإنجليزية: Guy N. Collins)‏ هو عالم وراثة وكاتب وعالم نبات أمريكي، ولد في 19 أغسطس 1872 في فارمينغتون في الولايات المتحدة، وتوفي في 14 أغسطس 1938 في Lanham, Maryland ‏ في الولايات المتحدة بسبب مرض قلبي وعائي.